# موزه تاریخ طبیعی سن دیگو

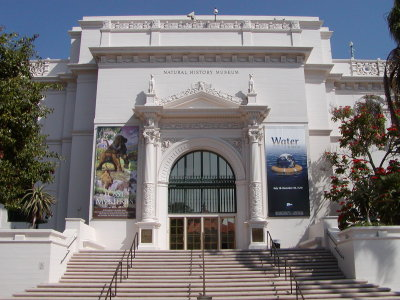
نمای بیرونی ساختمان سال ۱۹۳۳ موزه

موزه تاریخ طبیعی سن دیگو موزه‌ای در پارک بالبوآ در سن دیگو واقع در کالیفرنیا آمریکاست. این موزه در ۱۸۷۴ میلادی به عنوان جامعه تاریخ طبیعی سن دیگو تأسیس شد. این موزه سومین موسسه قدیمی در غرب رودخانه میسیسیپی و قدیمی‌ترین در جنوب کالیفرنیا می‌باشد. محل کنونی این موزه در ۱۴ ژانویه ۱۹۳۳ میلادی تعیین شد. نقطه دیگری نیز در آوریل ۲۰۰۱ به این موزه اضافه شد تا فضای آن افزایش یابد.